# Вербовка (Ивано-Франковская область)
Вербо́вка (укр. Вербівка) — село в Рожнятовской поселковой общине Калушского района Ивано-Франковской области Украины.
Население по переписи 2001 года составляло 1038 человек. Занимает площадь 3,03 км². Почтовый индекс — 77634. Телефонный код — 03474.

## История
В 1946 году указом ПВС УССР село Лдзяны переименовано в Вербовку.